# Морула
Морула (от латински: morus – „черница“) е ембрион в ранен стадий на ембрионално развитие, състоящ се от приблизително 16 – 32 клетки (наричани бластомери) в плътна топка, обвита от зона пелуцида.
Морулата се получава чрез ембрионално деление, бързото деление на зиготата. След достигане на 16-клетъчния стадий, клетките на морулата се диференцират. Вътрешните бластомери стават ембриобласт, а бластомерите на повърхността стават трофобласт. Когато този процес започва, бластомерите променят формата си и се подреждат сбито, за да образуват компактна топка от клетки. Този процес се нарича компакция и вероятно се осъществява с посредничеството на гликопротеини за адхезия на клетъчната повърхност.
При бозайниците морулата слиза в матката около 3 – 4 дни след оплождането и около 4 дни след това се образува пълно с течност пространство, наречено бластоцистична кухина и морулата става бластоцист.